# آیت (رود)
آیت (به لاتین: Ayat) یک رود در روسیه است که در Russia, Kazakhstan واقع شده‌است.